# 마르첼로 간디니
마르첼로 간디니(Marcello Gandini, 1938년 8월 26일 ~ 2024년 3월 13일)는 이탈리아의 자동차 디자이너로 이탈리아 자동차 디자인 하우스인 베르토네(Bertone)에서 작업한 것으로 널리 알려져 있으며, 그곳에서 그의 디자인 작업에는 알파로메오 카라보, 몬트리올, 란시아 스트라토스 제로, 마세라티 캄신, 페라리 GT4, 피아트 X1/9, 브라보, 미우라, 마르잘, 소드, 맥파이, 쿤타치를 포함한 여러 람보르기니가 포함된다. 간디니 자신도 자신의 디자인 관심 분야가 스타일링보다 차량 구조, 건설, 조립 및 메커니즘에 우선순위를 두고 있다고 말했다.

## 생애
1938년 8월 26일 이탈리아 피에몬테주 토리노에서 태어난 마르첼로 간디니는 오케스트라 지휘자였던 아버지 마르코 간디니의 곁에서 성장했다.
1963년, 그루포 베르토네의 창업주 지오반니 베르토네(Giovanni Bertone)의 아들인 누치오 베르토네(Nuccio Bertone)를 만났으나, 동갑이자 수석 디자이너였던 조르제토 주지아로가 반대한 적이 있다. 주지아로가 카로체리아 기아(Carrozzeria Ghia)로 이적한 1965년 11월부터 14년 간 토리노에 위치했던 베르토네에 입사해 람보르기니 등의 여러 모델들을 디자인했다. 간디니의 디자인 역량은 이 시기에 최고점을 찍었다고 평가받는다.
1980년 베르토네를 퇴사하고 자신의 고향인 토리노에 "마르첼로 간디니 디자인(Marcello Gandini Design)"을 설립해 독립했다. 자동차 이외에도 주택, 나이트클럽 인테리어, 헬리콥터 외관까지 디자인하기도 했다.
카 디자인 뉴스는 2012년 간디니에게 잡지의 첫 번째 평생 공로상을 수여했으며 업계 내에서의 그의 위상은 아무리 강조해도 지나치지 않다고 말했다. 페라리의 최고 디자인 책임자 플라비오 만조니(Flavio Manzoni)는 간디니가 "아마도 역사상 가장 위대한 자동차 디자이너일 것"이라고 말했다.
2024년 1월 12일 토리노 공과대학(Politecnico di Torino)의 폴리테크닉 연구소(Polytechnic Institute of Turin)에서 기계공학 명예 학위를 수여받았다.

### 사망
학위를 수여받은 지 불과 2개월 후인 2024년 3월 13일, 고향인 토리노의 리볼리(Rivoli)에서 향년 85세를 일기로 세상을 떠났다. 사인은 아직 밝혀지지 않았으나, 2021년 인터뷰에서 의사소통에 큰 이상이 없었고, 생전 지팡이를 짚고 다닌 것을 빼면 노환으로 인한 자연사한 것으로 추측된다.
빈소는 알메세(Almese)에 위치한 그의 작업실에 14일 오후 3시~7시, 15일 오전 10시~12시까지 마련된 상태로, 장례식은 금요일 저녁, 16일 토요일 아침에 산토 스테파노 아 리베라(Santo Stefano a Rivera) 교구 교회에서 거행되었다.

## 자동차 디자인 갤러리

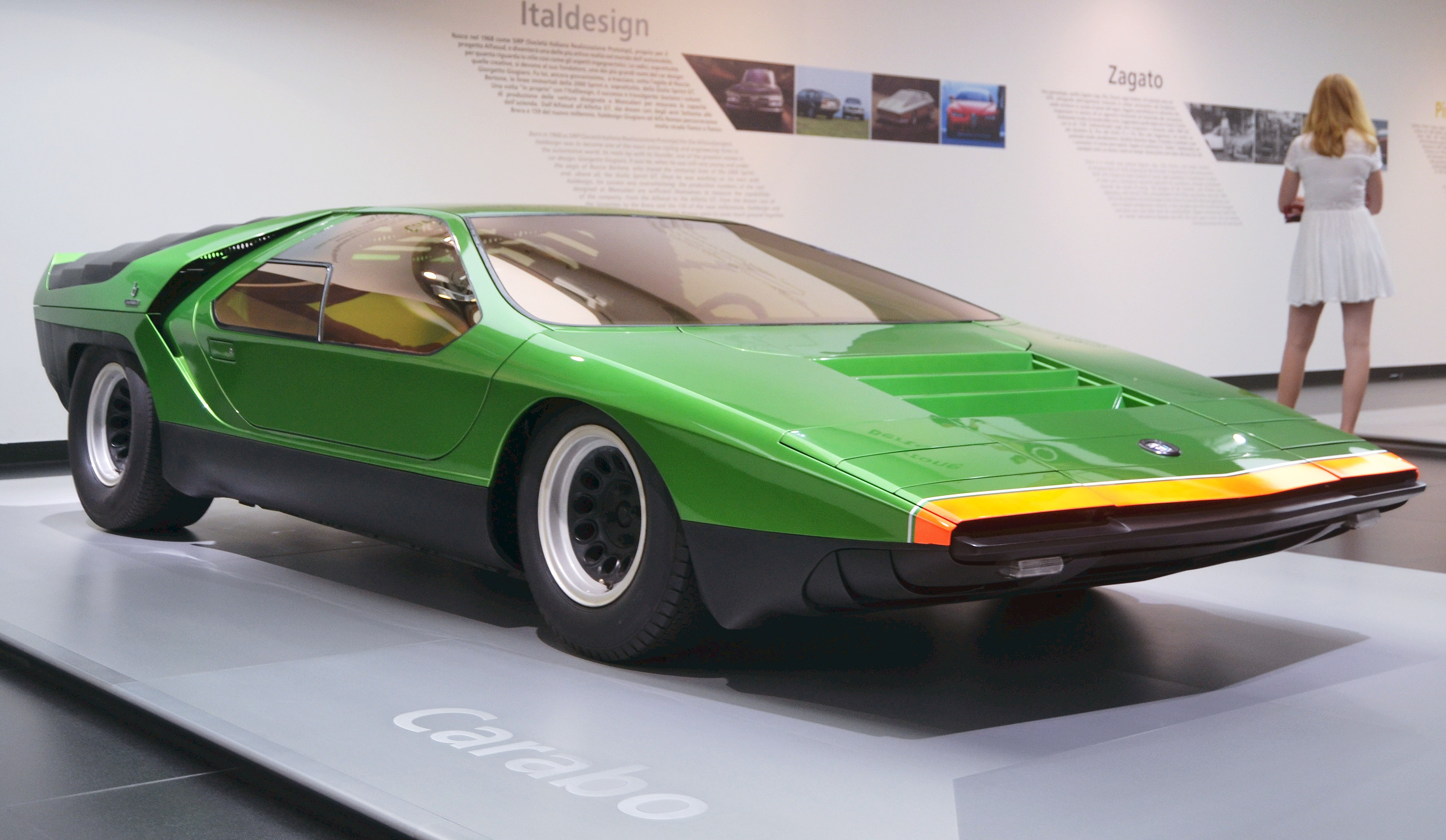
1968 알파 로메오 카라보 컨셉트 카
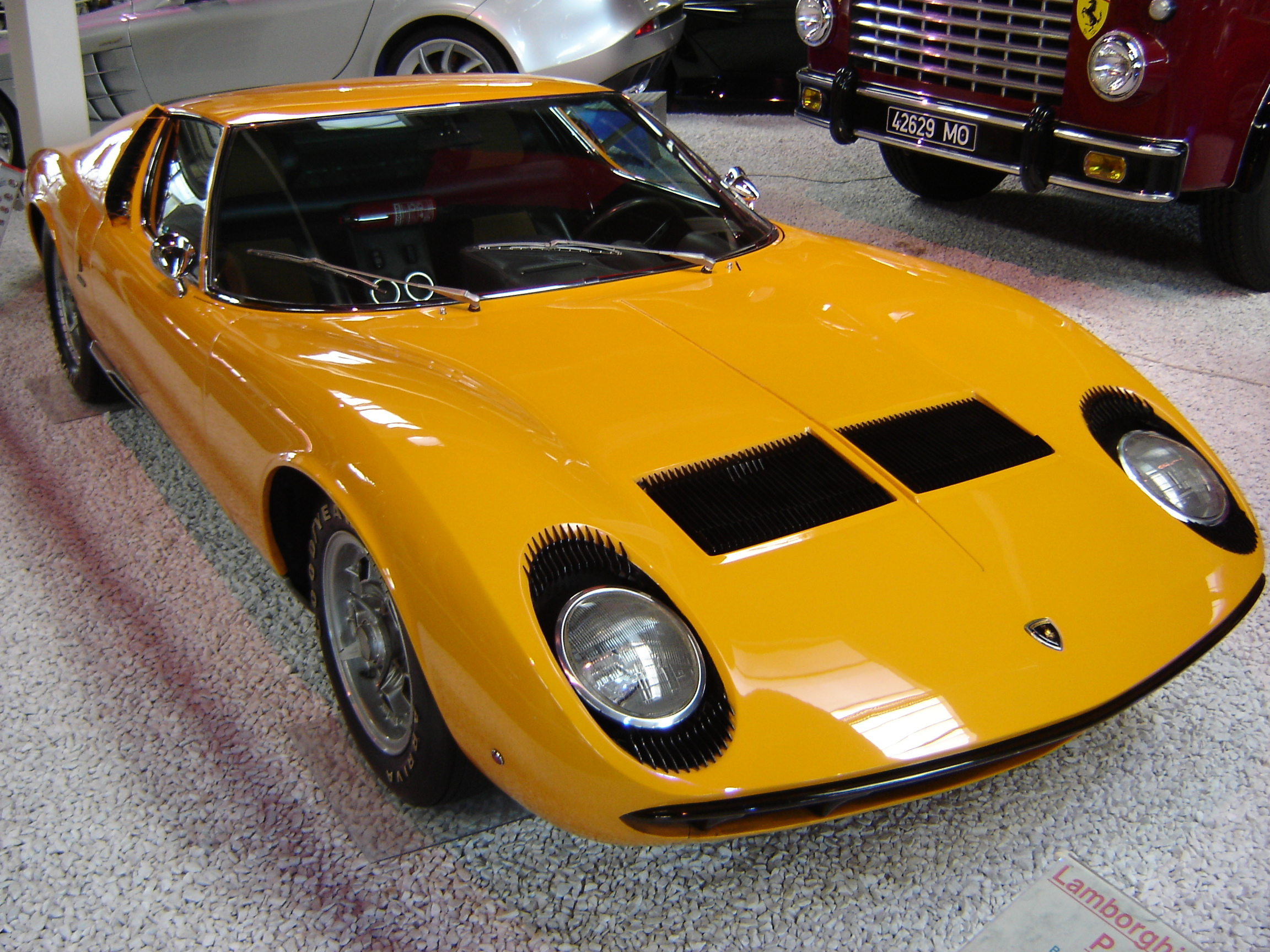
1968 람보르기니 미우라 S
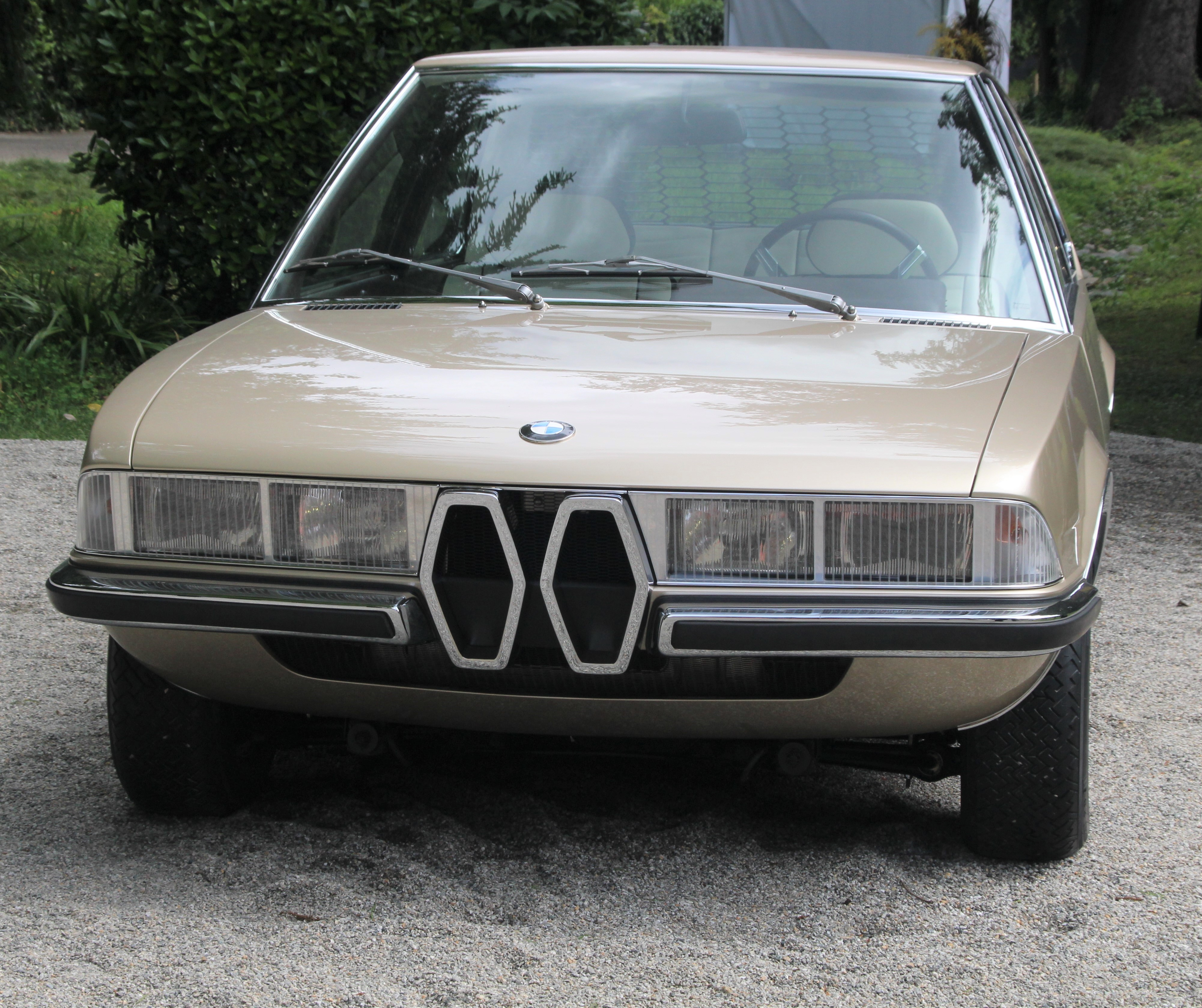
1970 BMW 2002ti Garmisch concept
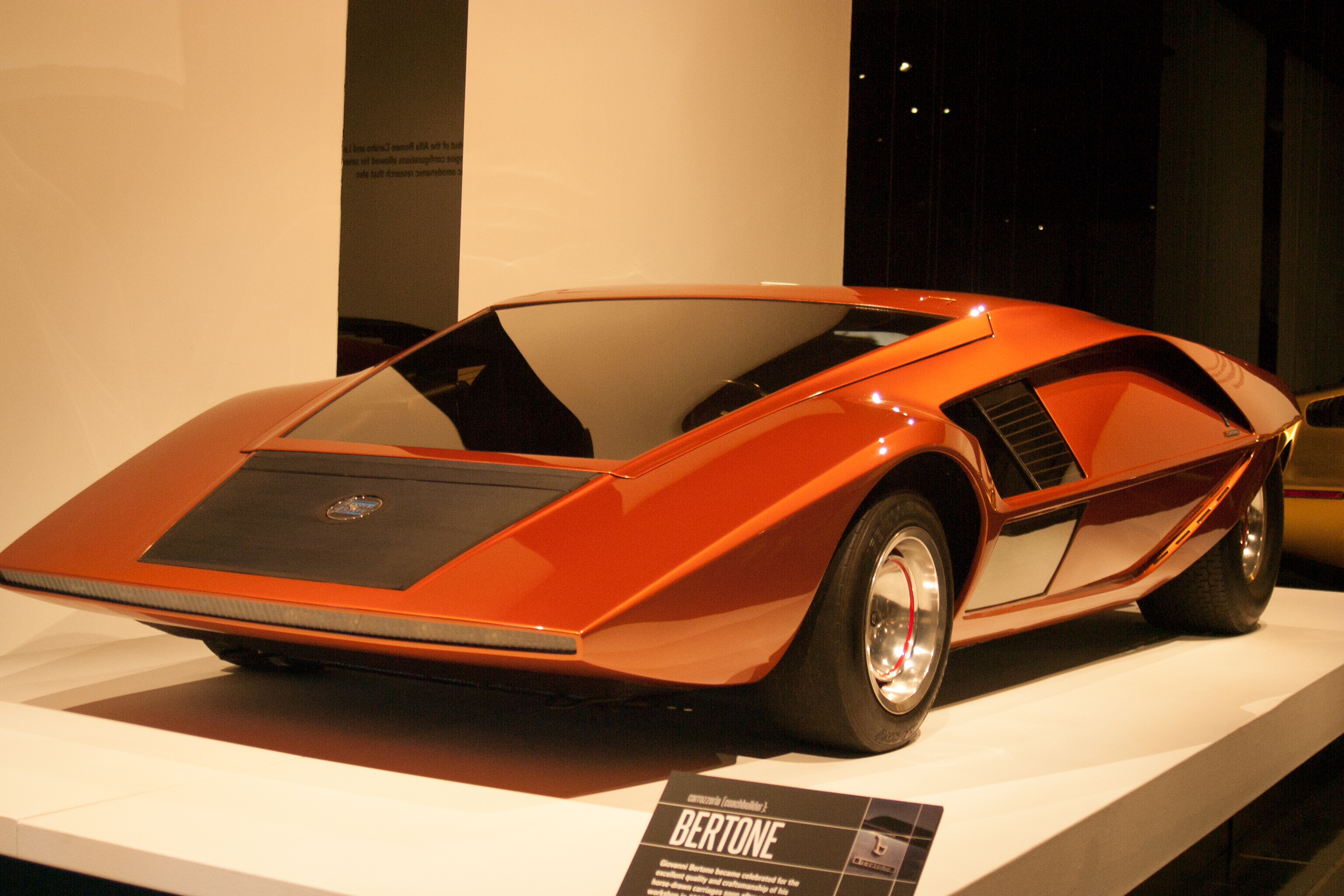
1970 란치아 스트라토스 제로
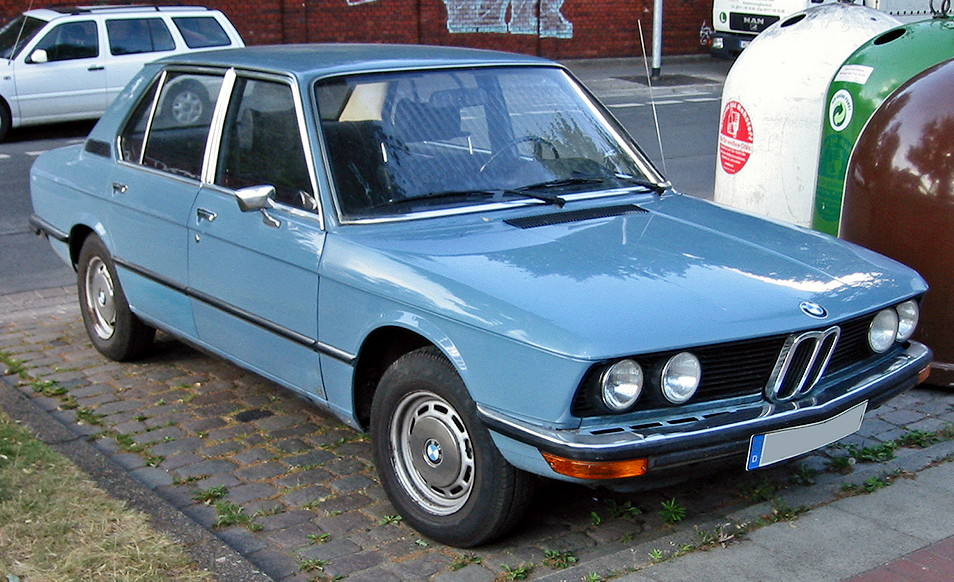
1972 BMW 5 Series (1st generation)
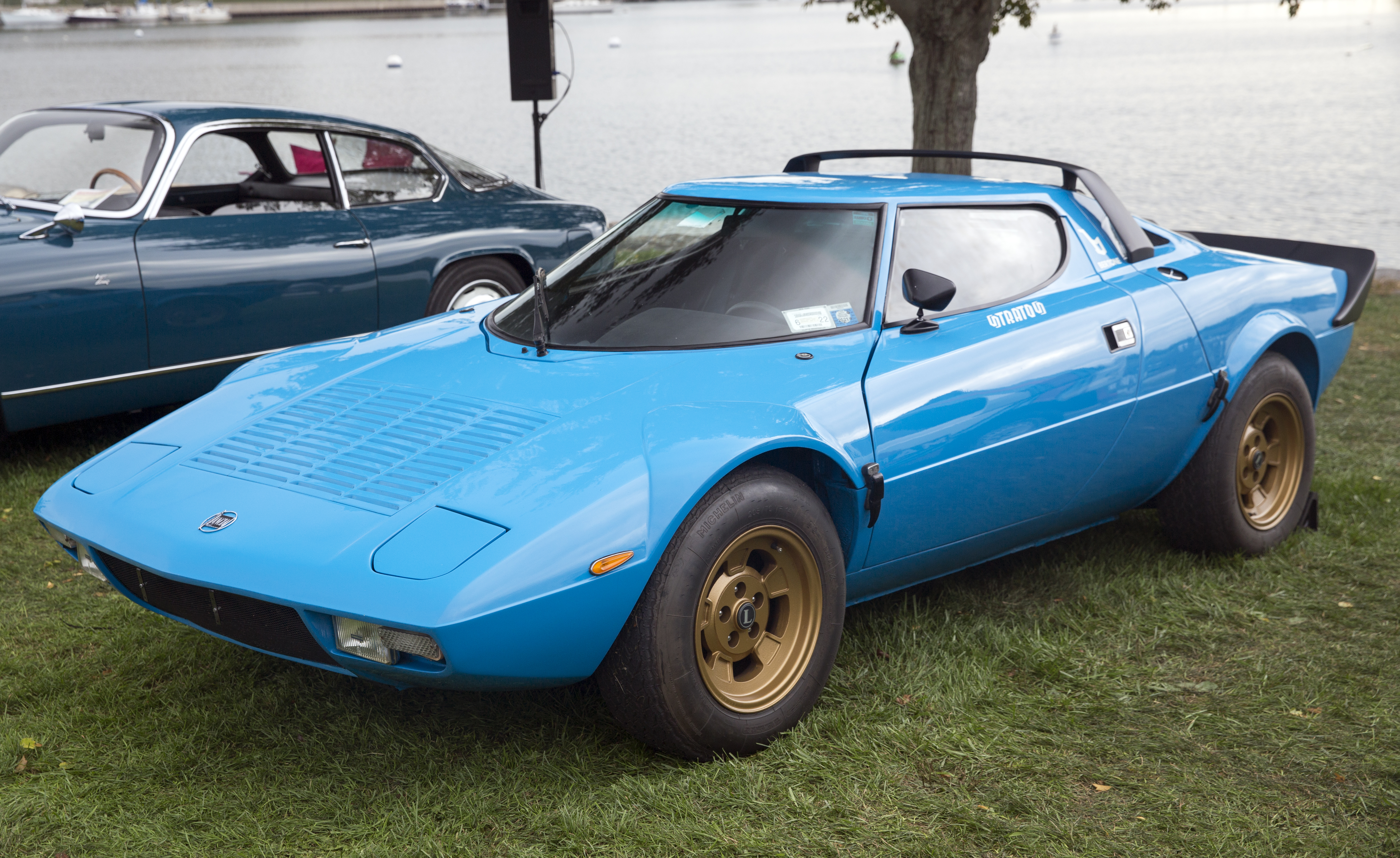
1974 란치아 스트라토스
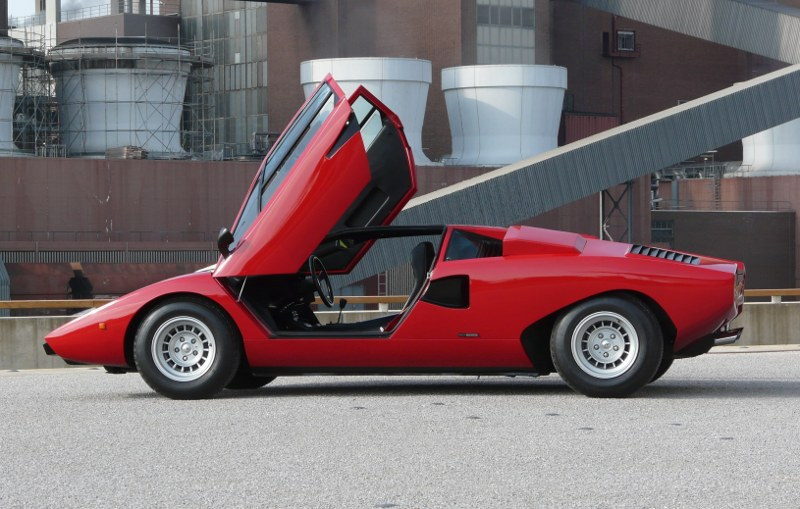
1974 람보르기니 쿤타치 LP400
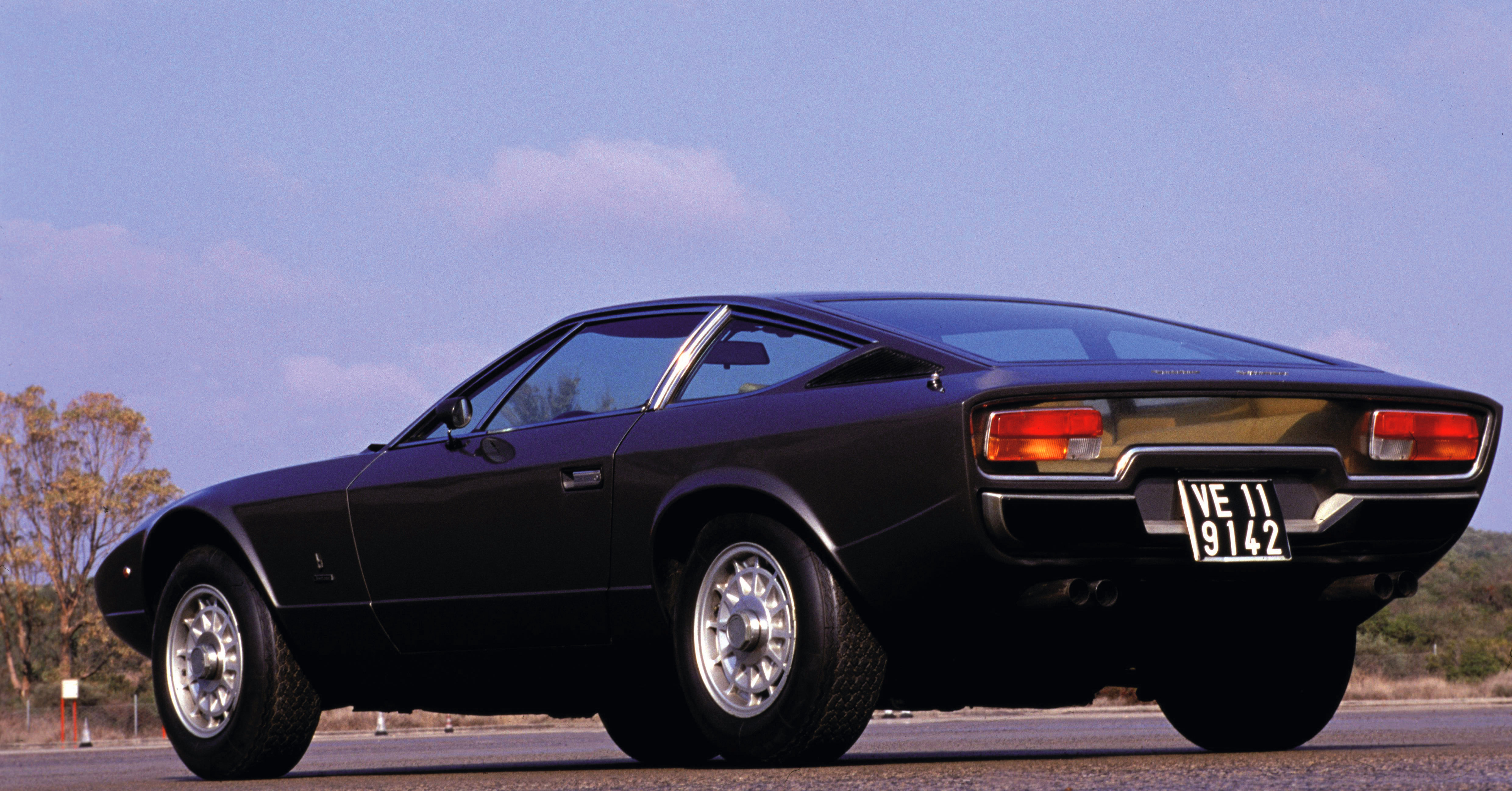
1974 마세라티 캄신
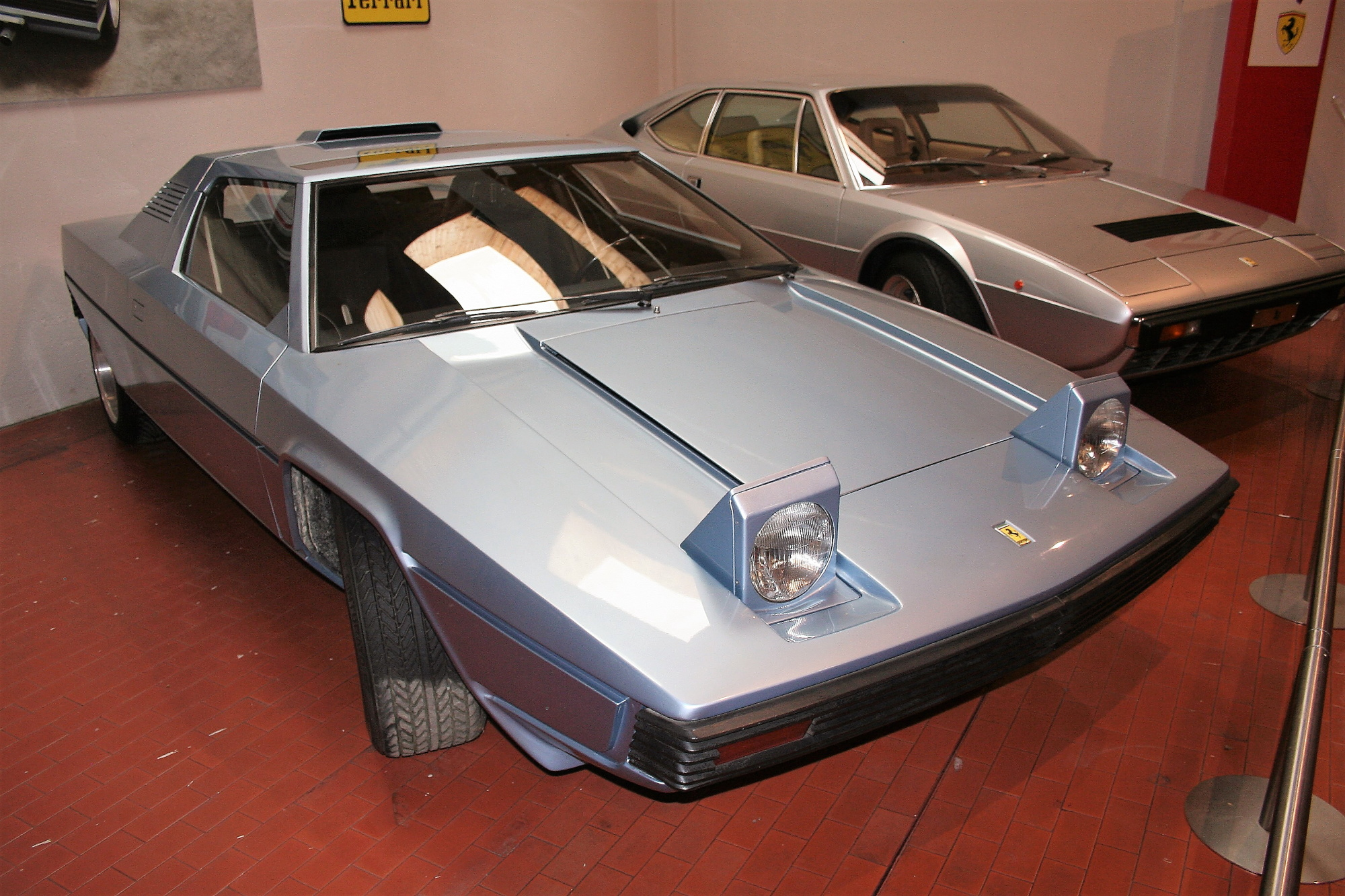
1976 Ferrari Rainbow concept at left, and 1973 Ferrari GT4 at right
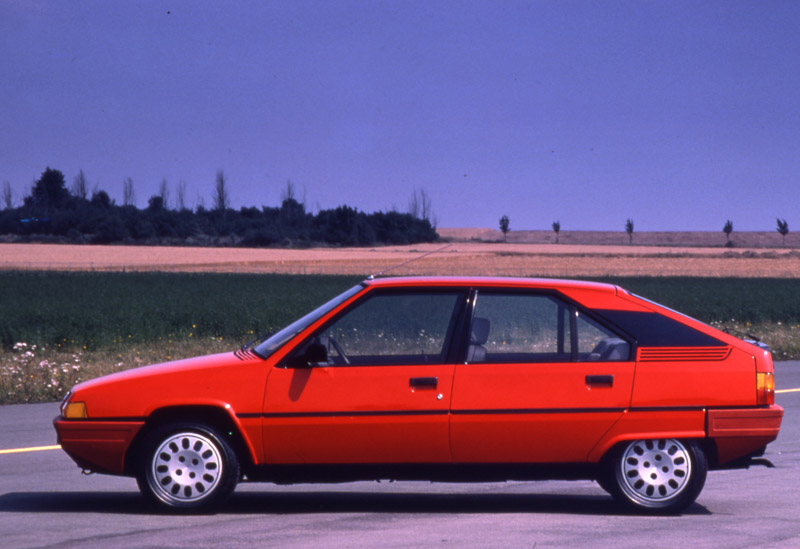
The Citroën BX hatchback became one of the best-selling Citroën models
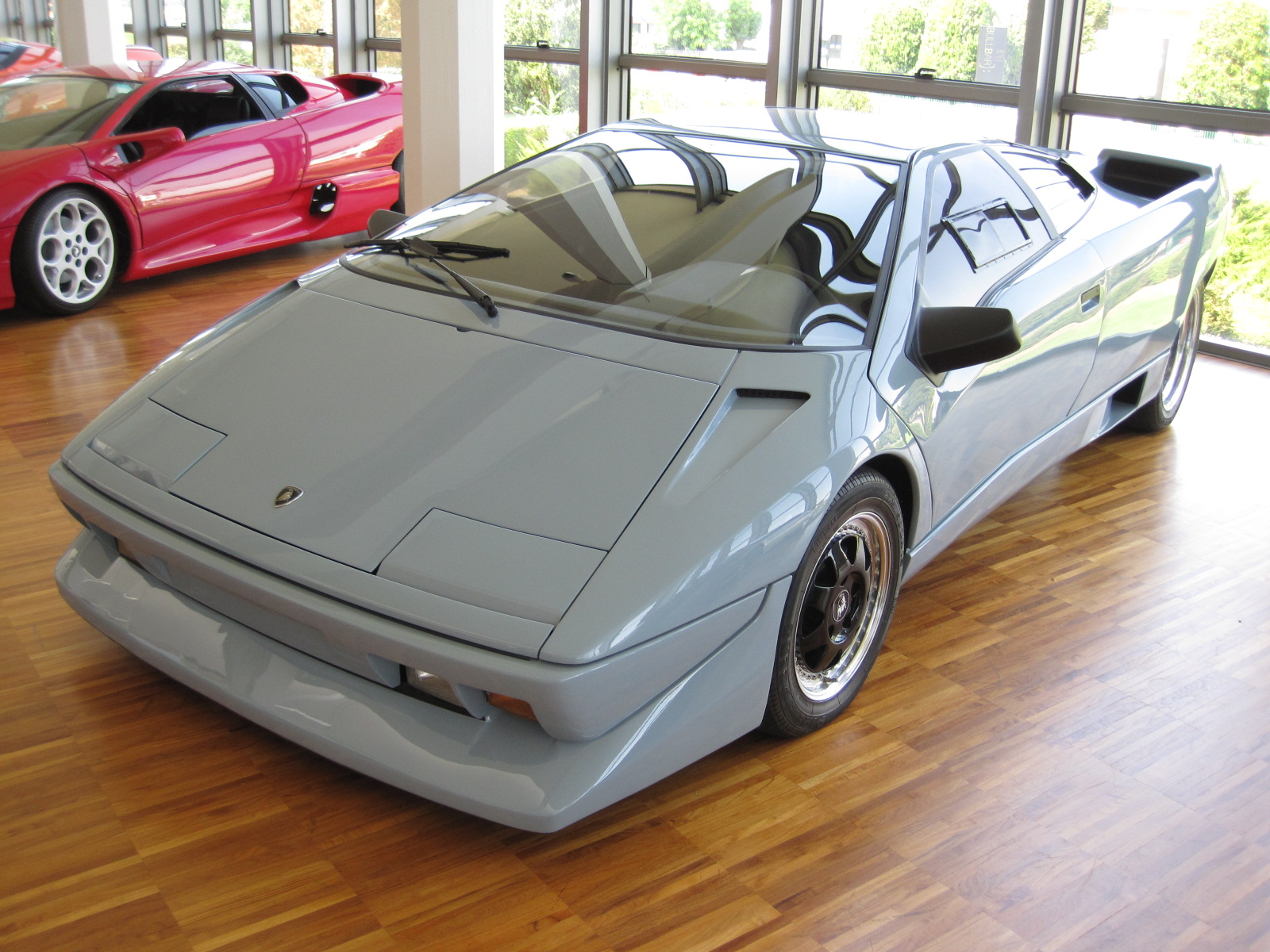
1986 람보르기니 디아블로 P132
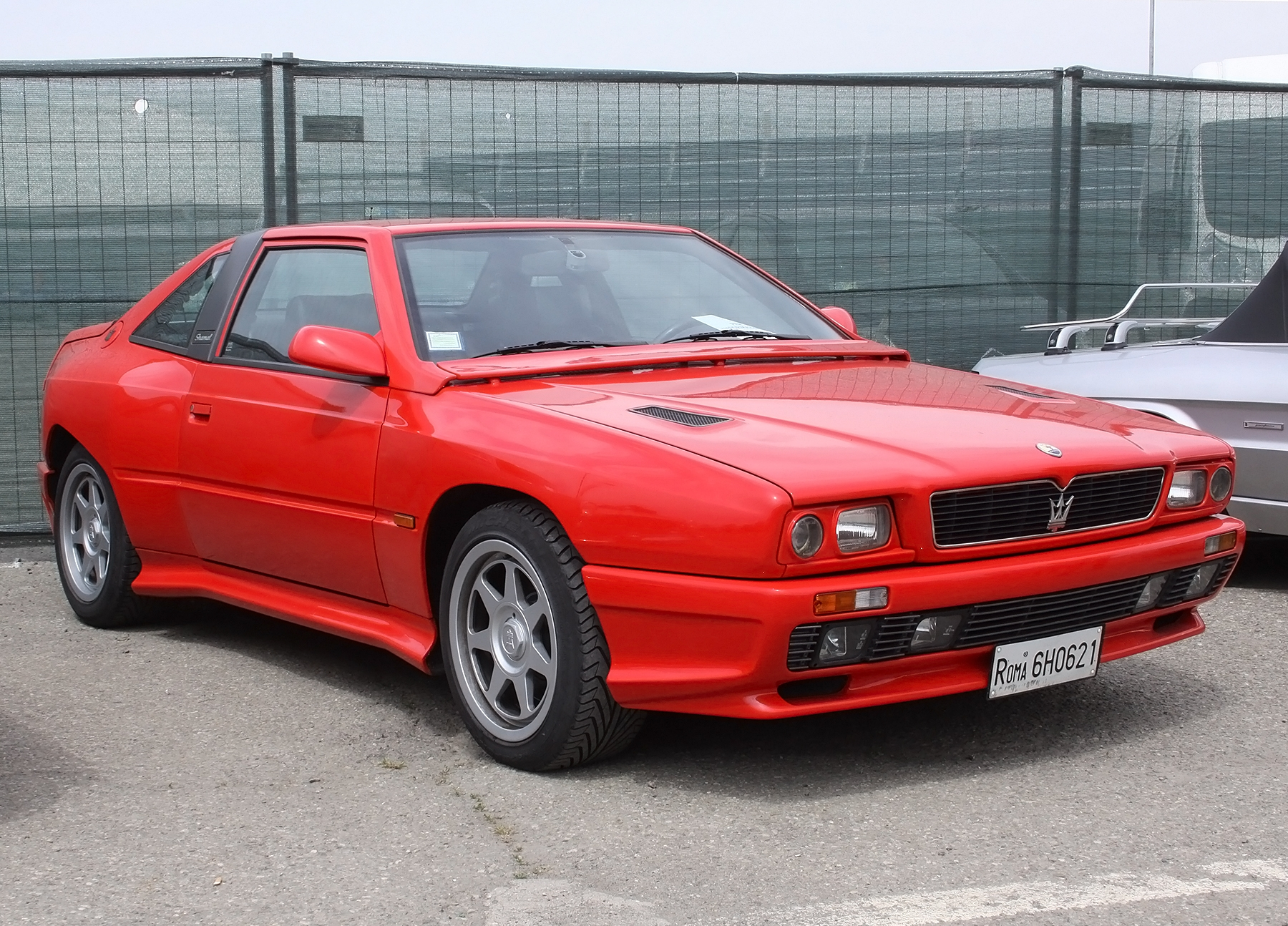
1990 Maserati Shamal
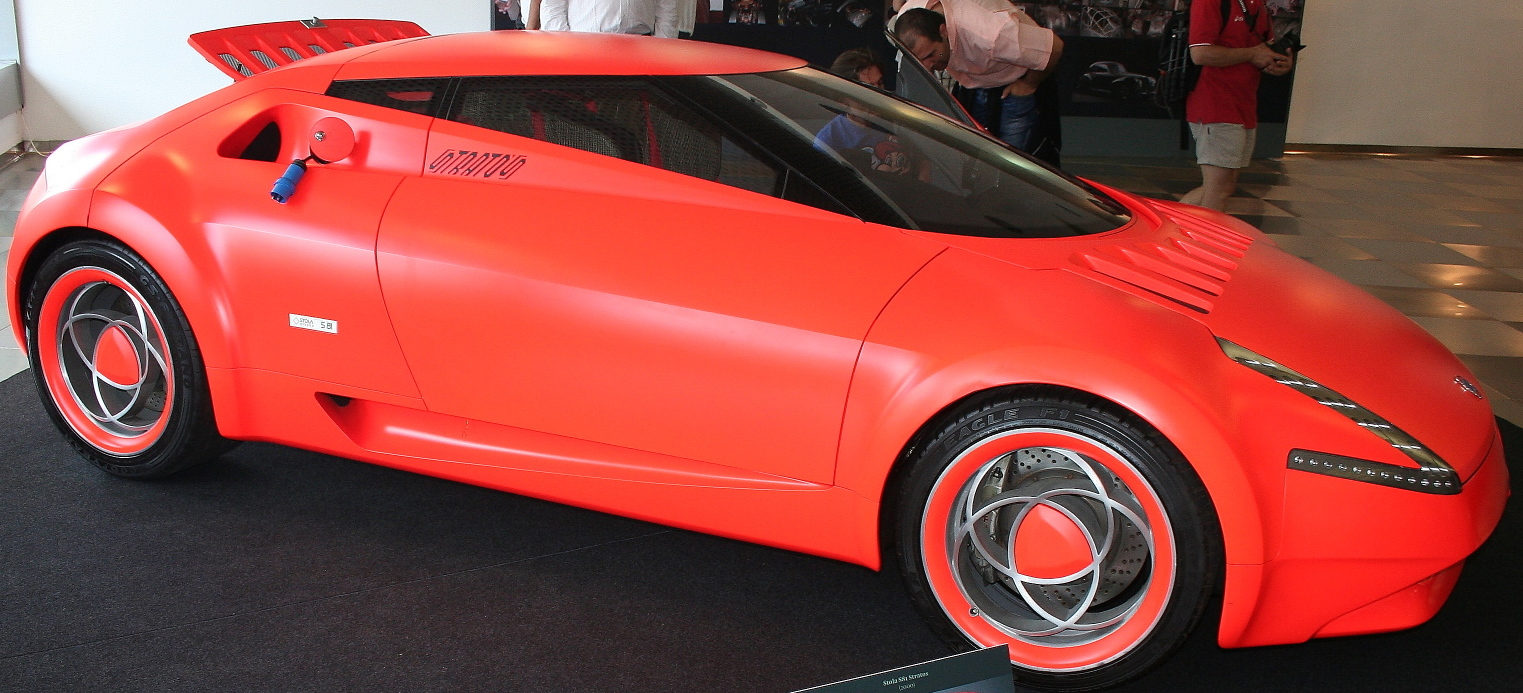
2000 Stola S81 Stratos concept